# CFL série 2000
Les 2000 sont des automotrices électriques de la CFL, destinées au service voyageurs omnibus Regionalbunn.

## Description
Ces 22 rames à deux caisses, construites par De Dietrich, sont dérivées des Z 11500 de la SNCF et font donc partie de la famille des « Z2 » au même titre que les Z 7300, Z 7500, Z 9500 et Z 9600 des chemins de fer français. Ce matériel à un seul niveau fonctionne sous courant monophasé 25 kV-50 Hz.
Depuis 2024, les série 2000 sont progressivement remplacées par 34 automotrices séries 2400 et 2450 (Coradia Stream) de la famille Coradia produite par Alstom, dont une partie servira à augmenter le parc moteur des CFL. Des 21 rames en service au 27 janvier 2025, une est destinée à un musée, et les vingt autres sont vendues aux CFR en Roumanie,, dont elles auront toutes rejoint la flotte avant la fin 2025.
L'automotrice 2006 a parcouru plus de 4,2 millions de kilomètres au cours de sa vie, plus que n'importe quel autre véhicule des CFL.
Les éléments vendus en Roumanie quittent progressivement le Luxembourg en plusieurs convois :
- les rames 2001, 2016, 2019 et 2021 en avril 2025 ;
- les rames 2002, 2006, 2007, 2013, 2015 et 2020 en juin 2025.

## Remarques particulières
Quatre automotrices ont été baptisées aux noms de communes luxembourgeoises :
- 2001 : Mersch ;
- 2003 : Betzdorf ;
- 2004 : Pétange ;
- 2018 : Troisvierges.

## Services effectués

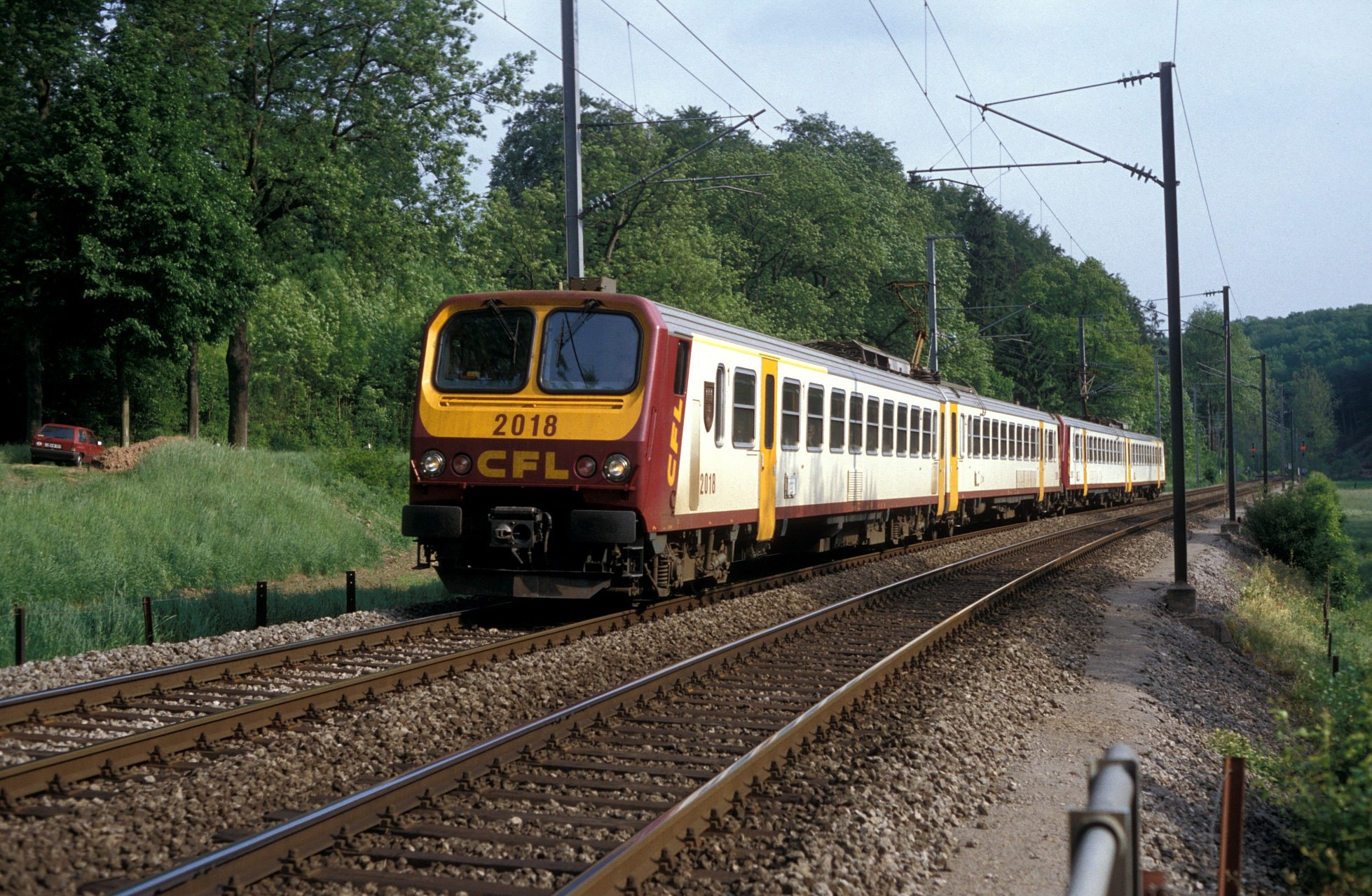
La rame 2018 près de Colmar-Berg en 1994. L'ancien logo des CFL est visible.

La série 2000 est utilisée en 2025 sur les relations suivantes :
- Noertzange – Rumelange
- Bettembourg – Volmerange-les-Mines
- Esch-sur-Alzette – Audun-le-Tiche
- Luxembourg - Ettelbruck – Diekirch (2 des 4 rotations)
- Kautenbach – Wiltz

## Dépôt titulaire
Au 12 octobre 2018, les 22 rames Z2 série 2000 sont toutes en service[réf. nécessaire], et remisées au dépôt de Luxembourg.

## Modélisme
- Cette automotrice des CFL est produite par MBS-L dans différentes immatriculations.
- Piko l'a également reproduite, en série limitée.

## Sources